# Bižnja
Bižnja (mađ. Feketebézseny) je naselje u središnjoj zapadnoj Mađarskoj.

## Zemljopisni položaj
Nalazi se na 46° 43' 12,5466" sjeverne zemljopisne širine i 17° 35' 1,9536" istočne zemljopisne dužine 5,5 km jugoistočno od Fonyóda i obale Blatnog jezera. 
Čeja je sjeveroistočno, Alsóbélatelep je sjeverozapadno.

## Upravna organizacija
Dijelom je Fonyóda, sjedišta Fonjodske mikroregiji u Šomođske županije. Poštanski broj je 8640.

## Povijest
Nekad je bila samostalno naselje, a poslije je postala dijelom Fonyóda  (mađ. Feketebézseny).

## Promet
Predzadnja je postaja pruge Kapuš – Fonyód prije Fonyóda. Bižnja se nalazi kod sjecišta lokalne ceste s cestovnom prometnicom E71 (M7), južno od petlje.

## Stanovništvo
Bižnja ima 28 stanovnika (2001.).

## Vanjske poveznice
- (mađarski) Službene stranice gradića Fonyóda